# Puchar Spenglera 2008
82. edycja Puchar Spenglera – rozegrana została w dniach 26–31 grudnia 2008 roku. Wzięło w niej udział pięć zespołów. Mecze rozgrywane były w hali Vaillant Arena.
Do turnieju oprócz drużyny gospodarzy HC Davos oraz tradycyjnie uczestniczącego Teamu Canada zaproszono trzy drużyny: Dinamo Moskwa, ERC Ingolstadt oraz HC Energie Karlowe Wary. Po zakończeniu fazy grupowej w której każda z drużyn zagrała po cztery spotkania systemem każdy z każdym odbyło się finałowe spotkanie w którym uczestniczyły dwie najlepsze drużyny fazy grupowej.
Obrońcą tytułu mistrzowskiego była drużyna Team Canada, która w 2007 roku pokonała Saławat Jułajew Ufa 2:1.

## Faza Grupowa
Tabela
Lp. = lokata, M = liczba rozegranych spotkań, W = Wygrane, WpD = Wygrane po dogrywce lub karnych, PpD = Porażki po dogrywce lub karnych, P = Porażki, G+ = Gole strzelone, G- = Gole stracone, Pkt = Liczba zdobytych punktów
| Lp. | Zespół                  | M | Pkt | W | WpD | PpD | P | G + | G – | +/- |
| --- | ----------------------- | - | --- | - | --- | --- | - | --- | --- | --- |
| 1   | Team Canada             | 4 | 7   | 3 | 0   | 1   | 0 | 19  | 12  | +7  |
| 2   | Dinamo Moskwa           | 4 | 6   | 3 | 0   | 0   | 1 | 18  | 14  | +4  |
| 3   | HC Davos                | 4 | 4   | 1 | 1   | 0   | 2 | 14  | 14  | 0   |
| 4   | HC Energie Karlowe Wary | 4 | 2   | 1 | 0   | 0   | 3 | 10  | 13  | -3  |
| 5   | ERC Ingolstadt          | 4 | 2   | 1 | 0   | 0   | 3 | 12  | 20  | -8  |

Mecze
| 26 grudnia 2008 | Dinamo Moskwa | 4:1 | HC Davos | Vaillant Arena |

| Godzina: 15:00 | H. Razin 11:16 (PP) M. Weinhandl 32:42 (EQ) D. Afanasienkow 55:08 (EQ) E. Landry 59:50 (EN) | (1:0, 1:1, 2:0) | 30:59 (PP) S. Rizzi | Widzów: 6746 Sędzia główny: Daniel Stricker Sędziowie liniowi: Derek Zalaski |

| 26 grudnia 2008 | Team Canada | 3:1 | HC Energie Karlowe Wary | Vaillant Arena |

| Godzina: 20:15 | B. Isbister 29:36 (PP) M. DuPont 34:25 (PP) J.G. Trudel 36:35 (PP) | (0:0, 3:1, 0:0) | 32:45 (EQ) L. Pech | Widzów: 6508 Sędzia główny: Jyri Rönn Sędziowie liniowi: Morgan Johansson |

| 27 grudnia 2008 | HC Energie Karlowe Wary | 5:2 | ERC Ingolstadt | Vaillant Arena |

| Godzina: 15:00 | M. Dobroň 31:50 (EQ) J. Řezníček 44:59 (PP) M. Melenovský 47:10 (EQ) M. Zaťovič 47:59 (EQ) L. Pech 57:10 (EQ) | (0:0, 1:1, 4:1) | 35:14 (SH) D. Steiner 57:58 (EQ) Y. Seidenberg | Widzów: 6668 Sędzia główny: Marco Prugger Sędziowie liniowi: Daniel Stricker |

| 27 grudnia 2008 | Team Canada | 5:6 pk. | HC Davos | Vaillant Arena |

| Godzina: 20:15 | J.G. Trudel 27:28 (EQ) M. Kariya 29:42 (EQ) J. Kwiatowski 38:34 (EQ) S. Aubin 53:55 (EQ) H. Domenichelli 59:22 (EQ) | (0:3, 3:1, 2:1, 0:0, 0:1) | 04:27 (PP) J. Niinimaa 06:42 (PS) A. Ambühl 12:39 (EQ) D. Wieser 31:08 (EQ) M. Riesen 58:18 (EQ) A. Ambühl 65:00 (PS) J. Pohl | Widzów: 6746 Sędzia główny: Jyri Rönn Sędziowie liniowi: Morgan Johansson |

| 28 grudnia 2008 | HC Davos | 4:1 | HC Energie Karlowe Wary | Vaillant Arena |

| Godzina: 15:00 | A. Ambühl 09:11 (EQ) A. Ambühl 21:34 (EQ) R. von Arx 22:28 (EQ) D. Wieser 56:07 (EQ) | (1:1, 2:0, 1:0) | 17:58 (EQ) J. Košťál | Widzów: 6746 Sędzia główny: Marco Prugger Sędziowie liniowi: Derek Zalaski |

| 28 grudnia 2008 | ERC Ingolstadt | 4:7 | Dinamo Moskwa | Vaillant Arena |

| Godzina: 20:15 | M. Hinterstocker 09:11 (EQ) D. Milroy 16:50 (EQ) O. Setzinger 24:09 (EQ) R. Lemm 36:31 (EQ) | (2:2, 2:4, 0:1) | 03:58 (EQ) W. Jaczmieniow 19:55 (PP) A. Kalużny 21:36 (PP) D. Afanasienkow 22:46 (SH) E. Landry 23:39 (SH) D. Afanasienkow 28:56 (EQ) E. Landry 46:38 (EQ) M. Piestuszko | Widzów: 5563 Sędzia główny: Jyri Rönn Sędziowie liniowi: Morgan Johansson |

| 29 grudnia 2008 | ERC Ingolstadt | 2:5 | Team Canada | Vaillant Arena |

| Godzina: 15:00 | J. Holland 49:21 (PP) T. Draxinger 55:45 (EQ) | (0:2, 0:1, 2:2) | 14:41 (PP) R. Fata 18:11 (SH) J. Toms 21:41 (PP) D. Clarke 45:39 (PP) R. Robitaille 50:37 (PP) J. Toms | Widzów: 5714 Sędzia główny: Daniel Stricker Sędziowie liniowi: Marco Prugger |

| 29 grudnia 2008 | HC Energie Karlowe Wary | 3:4 | Dinamo Moskwa | Vaillant Arena |

| Godzina: 20:15 | R. Prošek 20:27 (EQ) D. Zucker 34:41 (EQ) J. Košťál 57:30 (EQ) | (0:2, 2:2, 1:0) | 01:57 (PP) D. Afanasienkow 13:37 (EQ) P. Čajánek 21:58 (EQ) H. Razin 31:09 (EQ) I. Niepriajew | Widzów: 5230 Sędzia główny: Jyri Rönn Sędziowie liniowi: Derek Zalaski |

| 30 grudnia 2008 | Dinamo Moskwa | 3:6 | Team Canada | Vaillant Arena |

| Godzina: 15:00 | M. Weinhandl 33:25 (EQ) I. Niepriajew 55:55 (EQ) D. Szytikow 57:10 (EQ) | (0:2, 1:3, 2:1) | 03:31 (PP) J. Toms 07:53 (EQ) J.G. Trudel 30:52 (PP) J. Harrison 34:10 (EQ) R. Jackman 38:35 (PP) M. Kariya 42:08 (EQ) S. Aubin | Widzów: 6746 Sędzia główny: Daniel Stricker Sędziowie liniowi: Marco Prugger |

| 30 grudnia 2008 | HC Davos | 3:4 | ERC Ingolstadt | Vaillant Arena |

| Godzina: 20:15 | A. Ambühl 05:14 (EQ) P. Tatíček 41:29 (EQ) P. Tatíček 51:02 (EQ) | (1:1, 0:3, 2:0) | 08:18 (EQ) T. Greilinger 21:25 (EQ) O. Setzinger 27:17 (EQ) D. Ast 39:27 (PP) D. Steiner | Widzów: 6746 Sędzia główny: Morgan Johansson Sędziowie liniowi: Derek Zalaski |

## Finał
| 31 grudnia 2008 | Team Canada | 3:5 | Dinamo Moskwa | Vaillant Arena |

| Godzina: 12:00 | M. Dupont 39:18 (PP) H. Domenichelli 39:36 (PP) R. Robitaille 49:17 (EQ) | (0:1, 2:2, 1:2) | 09:16 (SH) P. Čajánek 28:24 (EQ) P. Čajánek 28:59 (PP) I. Niepriajew 40:42 (EQ) P. Čajánek 57:13 (EQ) M. Piestuszko | Widzów: 6746 Sędzia główny: Jyri Rönn Sędziowie liniowi: Morgan Johansson |

## Skład zdobywcy
Ostateczna kolejność
| Lp. | Drużyna                 |
| --- | ----------------------- |
| 1   | Dinamo Moskwa           |
| 2   | Team Canada             |
| 3   | HC Davos                |
| 4   | HC Energie Karlowe Wary |
| 5   | ERC Ingolstadt          |

Skład zdobywcy Pucharu Spenglera – Dinama Moskwa.
Bramkarze:
Michaił Biriukow, Witalij Jeriemiejew, Aleksander Zaliwin.
Obrońcy:
Pawieł Walentienko, Karel Rachůnek, Dienis Dienisow, Siergiej Wyszedkiewicz, Aleksandr Budkin, Jakow Ryłow, Hennadij Razin, Ołeksij Żytnyk, Maksim Isajew.
Napastnicy:
Eric Landry, Iwan Niepriajew, Petr Čajánek, Aleksandr Goroszanski, Dmitrij Szytikow, Siergiej Zinowjew, Dmitrij Afanasienkow, Maksim Piestuszko, Witalij Jaczmieniow, Dienis Tołpieko, Witalij Karamnow, Alaksiej Kalużny, Mattias Weinhandl.